# Alí Šamchání
Alí Šamchání (* 29. září 1955, Ahváz, Íránské císařství) je íránský námořní důstojník a politik, který v letech 2013 až 2023 působil jako tajemník Nejvyšší rady národní bezpečnosti Íránu. Od května 2023 je politickým poradcem nejvyššího vůdce Íránu ajjatoláha Chameneího.
Podle prvotních zpráv měl být zabit během izraelských úderů na Írán v červnu 2025. Nakonec se však ukázalo, že útok přežil, ale byl velmi vážně zraněn a podle některých zdrojů mu byla amputována noha.

## Život
Před íránskou revolucí byl Šamchaní členem tajné islamistické guerillové skupiny s názvem Mansouroun (Vítězové), která se zapojila do ozbrojeného boje proti dynastii Pahlaví. Po revoluci se připojil k islamistickým mudžáhedínům v Organizaci islámské revoluce.

## Kariéra

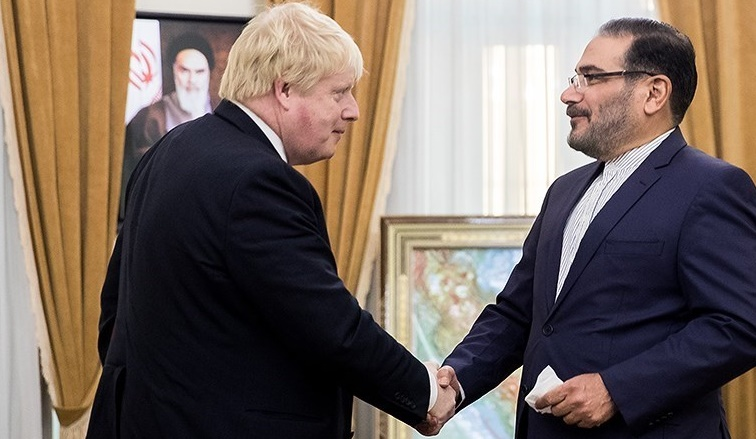
Šamchání s britským ministrem zahraničí Borisem Johnsonem 10. května 2017

Šamchání sloužil jako velitel námořnictva íránských Islámských revolučních gard (IRGC). Později velel kromě námořnictva IRGC také íránskému námořnictvu Artesh. V roce 1988 byl jmenován ministrem revolučních gard.
Od srpna 1997 do srpna 2005 zastával ve vládě Muhammada Chátámího funkci ministra obrany. Šamchání také kandidoval v íránských prezidentských volbách v roce 2001, v nichž skončil třetí (vítězem se stal Muhammad Chátamí).
V letech 2005 až 2013 byl ředitelem Centra pro strategická studia íránských ozbrojených sil. Byl také vojenským poradcem nejvyššího vůdce Íránu, ajatolláha Alího Chameneího.
Dne 10. září 2013 prezident Hasan Rúhání Šamcháního jmenoval tajemníkem Nejvyšší rady národní bezpečnosti (SNSC) Íránu.
Poté, co americký nálet 3. ledna 2020 zabil velitele jednotek Kuds islámských revolučních gard Kásima Sulejmáního během cesty do Bagdádu, Šamchání prohlásil, že íránská reakce bude pro USA „historickou noční můrou“.
Na funkci nejvyššího bezpečnostního úředníka země Šamchání rezignoval v květnu 2023.
V roce 2025 Šamchaní dohlížel na jednání mezi Spojenými státy a Íránem, jejichž cílem bylo dosáhnout mírové dohody o jaderných zbraních.
Během izraelských úderů na Írán v červnu 2025 byl Šamchání kriticky zraněn.

## Osobní život
Šamchání byl otcem Hosejna Šamchaního, který podle zpráv některých médií úspěšně řídil mezinárodní obchod s ropou navzdory americkým sankcím namířeným proti íránské ropě. Podle amerických představitelů byl Hosejn významnou postavou v dodávkách íránských zbraní do Ruska.